# Comunidade da África Oriental

Países-membros da CAO

A Comunidade da África Oriental ou, às vezes, Comunidade do Leste Africano (em inglês:  East African Community - EAC), cujo acrônimo é CAO ou CLA, é uma organização intergovernamental composta por Burundi, Quênia, República Democrática do Congo, Ruanda, Somália, Sudão do Sul, Tanzânia e Uganda. A organização foi fundada em 1967, extinta em 1977 e reativada em 7 de julho de 2000. Com sede em Aruxa, na Tanzânia, a organização tem o objetivo de aprofundar a cooperação entre os Estados-membros nos campos político, econômico e social, entre outros, como forma de contribuir para o seu desenvolvimento.
A Comunidade da África Oriental é uma potencial precursora do estabelecimento da Federação da África Oriental, uma federação proposta de seus membros em um único estado soberano. Em 2010, a organização lançou seu próprio mercado comum para bens, mão de obra e capital na região, com o objetivo de criar uma moeda comum e, eventualmente, uma federação política completa com capital em Aruxa, Tanzânia. Em 2013, um protocolo foi assinado delineando seus planos para o lançamento de uma união monetária em 10 anos. Em setembro de 2018, um comitê foi formado para iniciar o processo de elaboração de uma constituição regional.
O Quénia, a Tanzânia e o Uganda têm uma longa história de arranjos de integração regional, que incluíram:
- a União Aduaneira entre o Quénia e o Uganda em 1917, à qual se juntou o Tanganica em 1927;
- a "Alta Comissão do Leste Africano" (East African High Commission) (1948-1961), uma unidade administrativa do Império Britânico;
- a "Organização de Serviços Comuns do Leste Africano" (East African Common Services Organisation) (1961-1967);
- a primeira Comunidade da África Oriental (1967-1977) e
- a Comissão Tripartida Permanente para a Cooperação entre os Estados da África Oriental (1993-2000]]).

Depois da dissolução da primeira Comunidade da África Oriental, em 1977, os três Estados negociaram um Acordo de Mediação para a Divisão do Ativo e Passivo, que assinaram em 1984. Este acordo incluía uma cláusula na qual os signatários concordavam em explorar áreas de futura cooperação, sob a forma de acordos concretos. Reuniões subsequentes dos três chefes de Estado levaram à assinatura dum Acordo para o Estabelecimento duma Comissão Tripartida Permanente para a Cooperação entre os Estados da África Oriental, a 30 de novembro de 1993. Em 14 de março de 1996, o Secretariado da Comissão Tripartida Permanente foi instalado em Aruxa, na Tanzânia.
Em 29 de abril de 1997, os três chefes de Estado deram orientações à Comissão Tripartida Permanente para iniciar o processo de rever o Acordo que a estabelecia e transformá-lo num Tratado para o Estabelecimento da Comunidade da África Oriental, que foi assinado em Aruxa, aos 30 de novembro de 1999 e entrou em vigor a 7 de julho de 2000.
O Burundi e o Ruanda foram admitidos no seio da CAO na cimeira de 30 de novembro de 2006, tendo-se tornado membros em 18 de junho de 2007.

## Países-membros
- Tanzânia
- Quênia
- Uganda
- Ruanda
- Burundi
- Sudão do Sul
- República Democrática do Congo
- Somália

## Ver Também
- Zona Tripartida de Livre Comércio